# Haus Amins
Das Haus Amins (persisch خانه امین, IPA:xɑnɛ jɛ æmin) ist ein historisches Haus in der iranischen Stadt Isfahan. Das Haus entstand in der Kadscharen-Zeit. Im Zusammenhang der städtischen Expansion, verlor das Haus seinen Hof, sodass die Veranda heute zur Straße liegt. Viele erlesene Dekorationen wie Stuck, Spiegelverzierungen und mit Marketerie bearbeitete Türen, prägen den Bau.